# Mallorcai pásztorkutya
A mallorcai pásztorkutya Spanyolország legritkább kutyafajtája. FCI-száma 321.

## Megjelenése
Közepes súlyú, kanoknál 66-73, szukáknál 62–68 cm marmagasságú kutya. Testtömege 35-40 kg. Színe fekete, esetlegesen fehér mellfolttal. Izmos, a feje hosszúkás, egyenes orrháttal rendelkezik. Nyaka karcsú, egyenes háta van. Mély mellkasú. Szőrzete a háton 1,5–3 cm hosszú, ám a hosszú szőrű fajtájánál akár 7 cm is lehet, enyhén hullámos, változó hosszúságú (télen a leghosszabb). Erőteljes, párhuzamos végtagjai vannak, zárt ujjú kerekded mancsokkal. Szőrzete puha és ellenálló.

## Egyéb tulajdonságai
Ez a fajta harcias, idegenekkel szemben bizalmatlan, viszont bátor. Spanyol eredetű házőrző vagy nyájőrző kutya. Almában 4-7 kölyök található. 12-14 évet élhet meg.